# Klara Semb

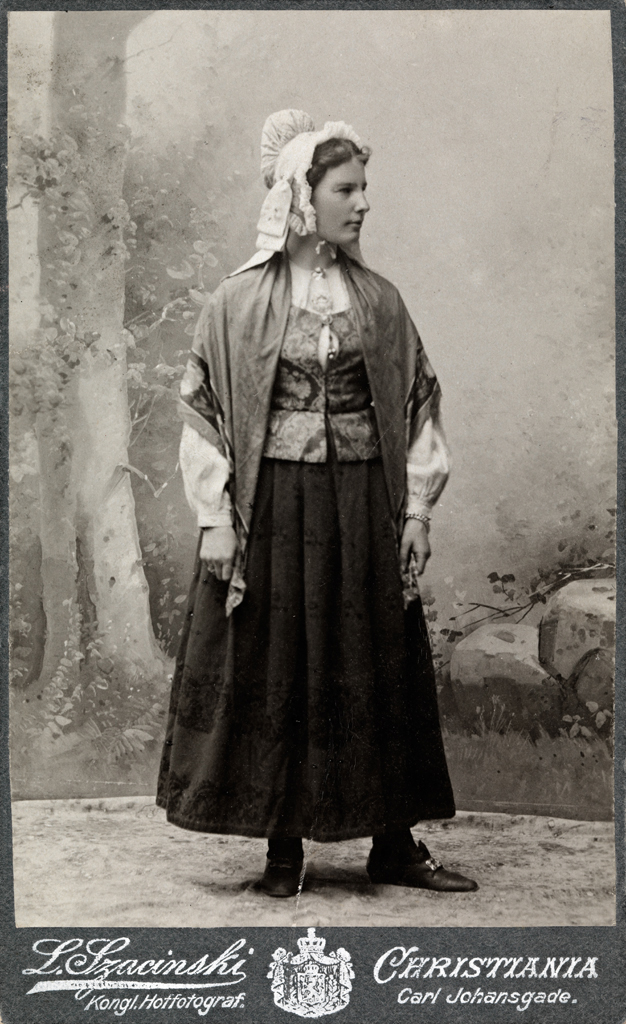
Klara Semb in einer Østerdalsbunad, ca. 1900

Klara Marie Semb (* 17. Oktober 1884 in Kristiania; † 16. Oktober 1970, in Oslo) war eine norwegische Folkloristin, Sammlerin von Volkstänzen und Tanzpädagogin.
Semb wurde 1884 im bürgerlichen Westen von Kristiania, dem heutigen Oslo, geboren. Ihre Eltern waren der Schumachermeister Ole H. Semb und Amalie Jansen, die aus der Hedmark und Østfold zugezogen waren. Schon in ihrer Schulzeit begann sie, sich für die Ideen der norwegischen Nationalromantik und der Förderung des Landsmål als norwegische Schriftsprache zu begeistern. 1902 schloss sie sich dem Bondeungdomslaget i Oslo (BUL) an, eines Zweigs des Noregs Ungdomslag, einer Kulturvereinigung, die sich der Erhaltung und Verbreitung von Traditionen, Folklore, Theater, Musik und Tanz verschrieben hatte.
Im BUL wurde sie Teil der Tanzgruppe Hulda Garborgs, die, inspiriert von Studienreisen auf die Färöer, damit begonnen hatte, Volkstänze für diverse norwegische Volksweisen zu rekonstruieren. Nach einiger Zeit übernahm sie die Leitung der Gruppe und begann, im ganzen Land Volkstänze zu unterrichten. Ihren Lebensunterhalt verdiente Semb zunächst durch eine Teilzeitstelle in einer Bibliothek und später bei der von Hulda Garborgs Ehemann Arne Garborg gegründeten Landsmålszeitung Den 17de Mai sowie als Schauspielerin beim Det Norske Teatret. 1914 gab sie diese Stellungen auf, um sich fortan in Vollzeit den norwegischen Volkstänzen zu widmen. Ab 1909 begann sie, traditionelle Kontratänze aufzuzeichnen, die sie auf ihren Reisen durch das Land kennen lernte. Insgesamt sind etwa 60 Volkstänze und 12–15 Tanzweisen durch Klara Semb überliefert. 1911 erhielt sie ein Stipendium, um selbst auf die Färöer zu reisen und die Tanztraditionen dort selbst zu erleben.
1916 reiste sie in die USA, um dort zu studieren. Ein Jahr später veröffentlichte sie ihr erstes Heft, Atten norske folkedansar (Achtzehn norwegische Volkstänze), das später Teil ihres Hauptwerkes, einer vierbändigen Buchreihe mit dem Namen Norske Folkedansar wurde, die heute vom Noregs Ungdomslag herausgegeben wird. Diese Bücher schafften zudem die Grundlage für die noch heute verwendeten Fachbegriffe im Volkstanz.
Neben ihrem Einsatz für die traditionellen Volkstänze, engagierte Klara Semb sich in der Bunadsbewegung, die sich mit der Bewahrung und Wiederentdeckung der norwegischen Volkstrachten, genannt Bunad, befasste. Volkstrachten waren eng mit den Volkstänzen verbunden und wenn sie durch das Land reiste, um zu unterrichten, bat sie die Teilnehmer oft, geerbte Trachtenstücke mitzubringen. Diese nutzte sie, um gemeinsam mit den örtlichen Jugendvereinigungen traditionelle Trachten zu rekonstruieren. Als Vorsitzende des Ausschusses für Bunadsfragen vertrat sie eine konservative Position und versuchte, die traditionellen Muster und Formen vor modernen Einflüssen, wie sie von beispielsweise Hulda Garborg verfochten wurden, zu bewahren.
Von 1927 bis 1946 war sie Vorstandsmitglied des Noregs Ungdomslag, dessen Ehrenmitglied sie war, und erhielt zeitweilig ein staatliches Künstlerstipendium. Insgesamt unterrichtete sie rund 400 000 Schüler bei ihren Tanzkursen und legte den Grundstein für die Ausbildung im Volkstanz. 1954 wurde sie zum Ritter 1. Klasse des Sankt-Olav-Ordens „für ihren Einsatz für den norwegischen Volkstanz, die norwegische Volksmusik und die norwegische Bunad“ ernannt.
Klara Semb blieb unverheiratet und starb 1970, einen Tag vor ihrem 86. Geburtstag. Sie ist im Familiengrab auf dem Osloer Friedhof Vestre Gravlund begraben.

## Werke
- Atten norske folkedansar, 1917
- Norske Folkevisor, Band 3, 1920
- Norske Folkedansar, 4 Bände, 1921–58 (Band 1 Danseviser, 1921, Band 2 Rettleiing om dansen, 1922, Band 3 Slåttar, 1924, Band 4 Danse, danse, dokka mi, 1958)
- Dances of Norway, Handbooks of European National Dances, London 1951
- Danse, danse, dokka mi. Songdansar – turdansar – ringleikar – turleikar for born og ungdom, 1958 (auch als Band 4 von Norske Folkedansar herausgegeben)